# Maja Ognjenović
Maja Ognjenović (serbisch-kyrillisch Маја Огњеновић; * 6. August 1984 in Zrenjanin, Jugoslawien) ist eine serbische Volleyballspielerin.

## Karriere
Maja Ognjenović spielt seit 1996 Volleyball und seit 2005 auch in der serbischen Nationalmannschaft. Sie ist hier erfolgreiche Zuspielerin und Kapitänin und nahm viermal an Olympischen Spielen teil, erreichte 2008 in Peking Platz fünf, 2012 in London Platz elf, gewann 2016 in Rio de Janeiro die Silbermedaille sowie 2021 in Tokio die Bronzemedaille. Außerdem belegte Ognjenović bei der Weltmeisterschaft 2006 Platz drei und bei den Europameisterschaften 2007 Platz zwei, 2011 Platz eins, 2015 Platz drei und 2019 Platz eins. Hinzu kamen 2009 und 2011 Siege in der Europaliga sowie 2015 die Bronzemedaille bei den Europaspielen in Baku. Ognjenović spielte bei folgenden Vereinen: OK Poštar Zrenjanin, OK Roter Stern Belgrad (2004 serbischer Meister), Poštar 064 Belgrad, CSU Metal Galați (2007 und 2008 rumänischer Meister), Monte Schiavo Jesi (2009 Gewinn Challenge Cup), Eczacıbaşı Istanbul, Olympiakos SFP Piräus, LJ Volley Modena, Impel Wrocław, Chemik Police (2014 polnisches Double, 2015 polnischer Meister) und Nordmeccanica Piacenza. Seit 2016 spielt sie erneut bei Eczacıbaşı Istanbul und wurde hier Klub-Weltmeister. Ognjenović wurde u. a. bei drei Europameisterschaften (2007, 2011 und 2015) und beim CEV Challenge Cup 2009 als „Beste Zuspielerin“ ausgezeichnet.